# Stine Brun Kjeldaas
Stine Brun Kjeldaas (n. 23 aprilie 1975, Comuna Kongsberg, Buskerud, Norvegia) este o sportivă ce a reprezentat Norvegia, medaliată olimpică. A participat la 2 ediții ale Jocurilor Olimpice (1998, 2002) în care a câștigat o medalie de argint.